# Йохан Хайнрих (Люксембург)
Йохан Хайнрих (Люксембург) (на немски: Johann Heinrich von Luxemburg, на чешки: Jan Jindřich Lucemburský; * 12 февруари 1322, Мелник до Прага; † 12 ноември 1375, Бърно) от род Люксембурги, е от 1335 до 1341 г. граф на Тирол и от 1349 до 1375 г. маркграф на Моравия.

## Живот
Той е малкият син на бохемския крал Ян Люксембургски (1316 – 1346) и първата му съпруга Елишка Пршемисловна (1292 – 1330), дъщеря на Вацлав II. По-малък брат е на бъдещия император Карл IV (1316 – 1378), на Бона (1315 – 1349), която се омъжва през 1332 г. за френския крал Жан II Добрия.
Заради разбития си брак и несигурното положение в Бохемия, кралица Елишка (Елизабет) бяга с пеленачето Йохан Хайнрих при най-голямата си дъщеря Маргарита, която е омъжена за Хайнрих XIV от Долна Бавария, в Хам в Горен Пфалц.
През 1327 г. баща му го сгодява за с четири години по-голямата Маргарета Тиролска, дъщеря на Хайнрих от Каринтия и Тирол. На 16 септември 1330 г. Йохан Хайнрих и Маргарета Тиролска се женят в Инсбрук.
На 2 април 1335 г. Хайнрих от Каринтия и Тирол умира и император Лудвиг Баварски дава Каринтия, Крайна и Южен Тирол на австрийските херцози Албрехт II и Oто IV „Веселия“ от Хабсбургите, понеже тяхната майка Елизабета Тиролска произлиза от род Майнхардини и е сестра на Хайнрих от Каринтия и Тирол. Баща му окупира през 1336 г. Горна Австрия. Лудвиг Баварски се оттегля от Тирол и Маргарета и Йохан Хайнрих могат да управляват в Тирол. Бракът им не е щастлив.
През май 1340 г. Йохан Хайнрих и брат му Карл отиват в Краков при полския крал, след това те посещават унгарския крал във Вишеград. През това време Маргарета и някои тиролски благородници въстават против люксембургските владетели. Йохан Хайнрих се връща в Тирол и водачите на въстаналите са екзекутирани. Маргарета въстава отново с помощта на Лудвиг Баварски. На 1 ноември 1341 г. тя не пуска в нейния дворец Тирол върналият се от лов Йохан Хайнрих. Затова той бяга при патриарха на Аквилея, където остава известно време.
Маргарета се развежда от Йохан Хайнрих, понеже той бил импотентен и на 10 февруари 1342 г. се омъжва за Лудвиг V Бранденбургски, син на Лудвиг Баварски.
През 1345 г. Йохан Хайнрих има обаче извънбрачен син. След една година баща му Ян Люксембургски е убит в битката при Креси. В завещанието си той определя Йохан Хайнрих да получи управлението на Маркграфство Моравия.
През 1349 г. Йохан Хайнрих се жени за Маргарета от Тропау. На 26 декември 1349 г. брат му Карл му дава Маркграфство Моравия. Йохан Хайнрих трябва да се откаже от короната на Бохемия, ако Карл има наследници. Той се отказва от титлата граф на Тирол и херцог на Каринтия.
При отсъствие на брат му Карл, Йохан Хайнрих е негов щатхалтер в Бохемия. Като маркграф той резидира в Бърно (Брюн), където през 1356 г. основава августински манастир и престроява замък Шпилберк за своите потребности. През 1375 г. той построява манастир Kartause Královo Pole (Kartause Königsfeld) при Брюн. Неговото добро управление води до разцвет в Моравия.

## Фамилия
Йохан Хайнрих се жени четири пъти.
Първи брак: на 16 септември 1330 г. с Маргарета Тиролска (1318 – 1369), дъщеря на Хайнрих от Каринтия и Тирол. Бездетният брак е разведен през 1341 г. от Лудвиг Баварски. Разводът по канонско право е през 1349 г.
Втори брак: през 1349 г. с Маргарета от Тропау (1330 – 1363), дъщеря на херцог Николаус II. Те имат децата:
- Йобст от Моравия (1351 – 1411), маркграф на Моравия, маркграф на Бранденбург и римско-немски крал
- Катарина (1352 – 1378), ∞ 1372 за херцог Хайнрих фон Фалкенберг († 1382)
- Прокоп от Моравия (ок. 1355 – 1405), маркграф на Моравия
- Йохан Собиеслав, епископ на Лайтомишл, патриарх на Аквилея
- Елизабет (сл. 1355 – 1400), ∞ 1366 за Вилхелм, маркграф на Майсен (1343 – 1407)
- Анна († пр. 1405), ∞ за Петер фон Щернберг († 1397)[1]

Трети брак: на 26 февруари 1364 с Маргарета (1346 – 1366), дъщеря на Албрехт II от Австрия и вдовица на Майнхард III от Тирол, син на Маргарета Тиролска от нейния втори брак с Лудвиг Бранденбург.
Четвърти брак: на 25 август 1367 г. във Витербо с Елизабет фон Йотинген († 3 април 1409), дъщеря на граф Албрехт фон Йотинген († 1357) и Аделхайд фон Ортенберг († 1391). С нея той основава малко преди смъртта си Kartause Královo Pole (Кьонигсфелд) при Брюн.
Йохан Хайнрих има извънбрачен син:
- Йохан (* 1345), който става пробст на Vyšehrad (до Прага).